# سواران‌دره پائین
سواران‌دره پائین روستایی است قدیمی و تقریباً خالی از سکنه از توابع بخش مرکزی شهرستان بروجرد در استان لرستان. این روستا در دهستان همت‌آباد در بخش مرکزی این شهرستان قرار دارد و آب و هوای آن سرد و کوهستانی است.
بنابر سرشماری مرکز آمار ایران، در سال ۱۳۸۵، تنها ۳ خانواده در این روستا زندگی می‌کرده‌اند که شامل ۶ نفر مرد و ۵ زن بوده‌اند.